# Xambao
Xambao är en ort i Mexiko.   Den ligger i kommunen Santa María Tepantlali och delstaten Oaxaca, i den sydöstra delen av landet, 400 km sydost om huvudstaden Mexico City. Xambao ligger 2 058 meter över havet och antalet invånare är 631.
Terrängen runt Xambao är kuperad åt sydost, men åt nordväst är den bergig. Runt Xambao är det glesbefolkat, med 10 invånare per kvadratkilometer. Närmaste större samhälle är San Juan Juquila, 8,5 km öster om Xambao. I omgivningarna runt Xambao växer i huvudsak städsegrön lövskog.